# Шалва Нателашвілі
Шалва Нателашвілі (груз. შალვა ნათელაშვილი; 17 лютого 1958) — грузинський політик. Лідер опозиційної лейбористської партії Грузії (з 1995 року). Член парламенту Грузії (1992-1995; 1995-1999; 2008-2012; 2020-2022).